# ليندسي هوليستر
ليندسي هوليستر (بالإنجليزية: Lindsay Hollister)‏ هي ممثلة أمريكية، ولدت في 3 يونيو 1977 بكولومبوس في الولايات المتحدة. بدأت مشوارها المهني سنة 2001.

## أعمال

### أفلام
- (2007) بوستال
- (2011) بلوبوريلا[6]

## وصلات خارجية
- ليندسي هوليستر على موقع IMDb (الإنجليزية)
- ليندسي هوليستر على موقع قاعدة بيانات الفيلم (الإنجليزية)